# Marcus Spears (giocatore di football americano 1971)
Marcus DeWayne Spears (Baton Rouge, 28 settembre 1971) è un ex giocatore di football americano statunitense che ha militato nel ruolo di offensive tackle nella National Football League (NFL).

## Carriera
Nel Draft NFL 1994, Spears fu scelto dai Chicago Bears nel corso del secondo giro (39º assoluto). Dopo non essere mai sceso in campo nella prime due stagioni, nella terza disputò 9 partite, nessuna delle quali come titolare. Nel 1997 passò ai Kansas City Chiefs dove disputò la maggior parte della carriera, scendendo in campo in 98 partite. La sua unica stagione dove fu stabilmente titolare fu quella del 2001. Chiuse la carriera nel 2004 con gli Houston Texans con cui disputò tutte le 16 partite della stagione regolare, di cui 3 come partente.